# Jun’ichi Sawayashiki
Jun’ichi Sawayashiki (jap. 澤屋敷純一 Sawayashiki Jun’ichi; ur. 13 września 1984 w Tokio) – japoński kick-boxer, zawodnik K-1.

## Kariera sportowa
Profesjonalny debiut zanotował w 2004 roku, walcząc dla japońskiej organizacji RISE. W latach 2006–2007 był mistrzem J-Network w wadze ciężkiej.
W K-1 zadebiutował 2 grudnia 2006 roku w zwycięskiej walce z Mitsugu Nodą. W swojej drugiej walce, w marcu 2007 roku podczas gali K-1 WGP w Jokohamie niespodziewanie pokonał gwiazdę K-1 Jerome’a Le Bannera. Sukces ten oraz dwa kolejne zwycięstwa przed czasem zaowocowały występem w gali eliminacyjnej Final 16, podczas której pokonał przez techniczny nokaut Yūsuke Fujimoto. Dzięki temu wystąpił w Finale K-1 WGP 2007. Odpadł w ćwierćfinale, znokautowany przez Petera Aertsa.
W 2008 roku nie awansował do finałowej fazy K-1 WGP, przegrywając w eliminacjach w rewanżowej walce z Le Bannerem.